# Santa Clara (El Salvador)
Santa Clara es un distrito del municipio de San Vicente Norte en el departamento de San Vicente, El Salvador. Según el censo oficial de 2024, tiene una población de 5.214 habitantes.

## Historia
Ante la imposibilidad de recibir los servicios de las autoridades municipales de San Sebastián, los habitantes del valle El Amatillo solicitaron la erección de un municipio en ese lugar. El 23 de septiembre de 1842 fue emitido el Decreto Legislativo por el cual se fundó la villa de Santa Clara. Dicha localidad era favorecida por un buen clima, "ventajosa posición para el comercio, numerosa población y terrenos fértiles en sus inmediaciones para repastos de ganado y toda clase de labores". Para el año 1890 tenía unos 2.000 habitantes.
En el 9 de julio de 1919, la Asamblea Nacional Legislativa decretó segregar de la jurisdicción de San Esteban el Cantón Catarina Parras o Tortuguero y anexarlo a la de Santa Clara, quedando como límite jurisdiccional entre ambas poblaciones el río Huiscuyulo; el decreto es sancionado por el presidente Jorge Meléndez en el 11 de julio.

## Información general
El distrito tiene un área de 124,46 km², y la cabecera una altitud de 525 m s. n. m. Las fiestas patronales se celebran en el mes de agosto en honor a Santa Clara.